# Sabratha

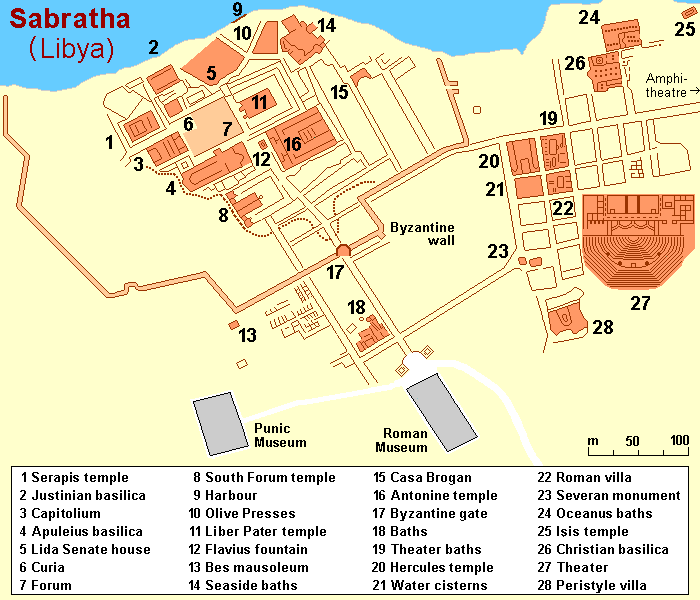
Karta över Sabratha

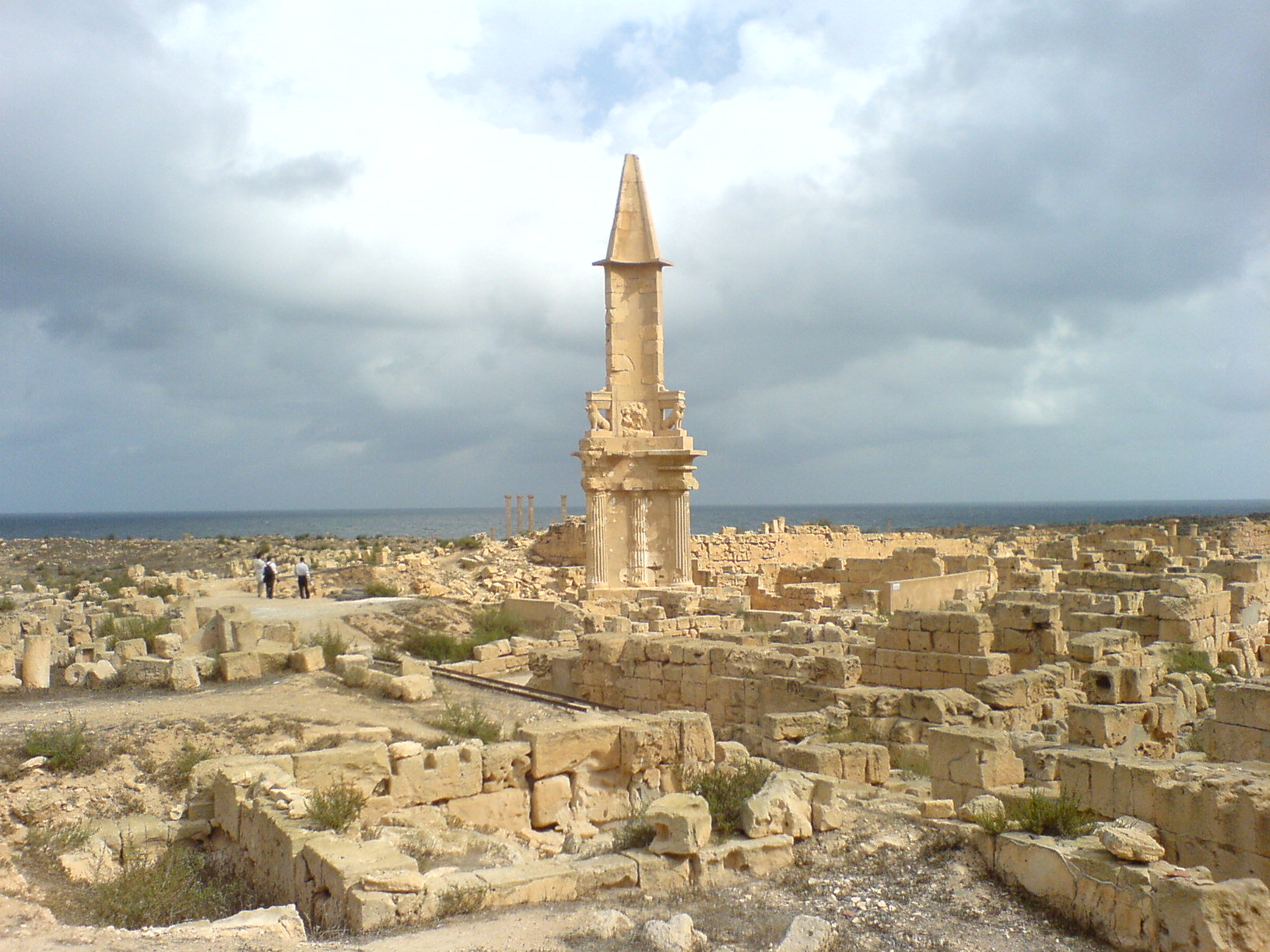
Mausoleum of Bes

Den antika staden Sabratha (arabiska Jamahiriya) är en arkeologisk plats i nordvästra Libyen cirka 70 km väster om huvudstaden Tripoli i Zawiadistriktet. Moderna Sabratha är en liten stad med cirka 100 000 invånare.
Sabratha utgjorde tillsammans med städerna Oea och Leptis Magna det så kallade området Tripolitania.
Platsen upptogs på Unescos världsarvslista år 1982 och år 2016 upptogs den och fyra andra världsarv i Libyen på listan över hotade världsarv.

## Historia
Staden och dess hamn grundlades omkring 500 f.Kr. som en fenicisk handelsplats för varor från Afrikas inland. Sabratha blev en del av det kortlivade numidiska massinissariket innan det blev en del av romarriket, i provinsen Africa. Under 100-talet och 200-talet byggdes staden upp. Kejsaren Septimius Severus var född i närliggande Leptis Magna och Sabratha nådde sin höjdpunkt under hans och hans släkts regeringstid. Staden skadades svårt av jordbävningar under 300-talet, särskilt den som inträffade 365. Staden återuppbyggdes i mer modest skala av bysantinska guvernörer. Handeln hade då flyttat till andra hamnar, och Sabratha förföll till en by.

## Staden
Förutom teatern från sent 200-tal, har Sabratha tempel dedicerade till Liber Pater, Serapis, Hercules och Isis. Där finns en justiniansk basilika och mosaikgolv typiska för den romerska eliten i Nordafrika.